# Divinitat
La divinitat o el diví és una noció metafísica usada de manera variable segons les diferents confessions i creences i, fins i tot, entre diferents individus dins d'una mateixa fe, per a referir-se a un poder transcendental o als seus atributs i manifestacions en el món; encara que pot fer-ho, no pressuposa l'existència de diversos déus o d'un únic Déu absolut. Aquesta diferència entre "divinitat" i "deïtat" es pot il·lustrar per la visió cosmològica d'alguna religió no teista com el budisme, on la divinitat és entesa principalment com la llei que governa el món, de manera infinita i eterna, i les deïtats (devas) són mortals — encara que la seva longevitat es mesuri en milions d'anys — i no poden contrariar aquesta llei suprema.
L'arrel de les paraules significa literalment, "com Déu" (del llatí deus, cf. Dyaus, estretament relacionat amb el zeus grec, el div en persa i el deva en sànscrit), però l'ús varia significativament en funció de quin déu es parla.